# Юридическое признание интерсекс-людей
Интерсекс — человек, рождённый с половыми признаками (хромосомы, половые железы, репродуктивные органы, гениталии и гормональные уровни), которые по определению Управления Верховного комиссара ООН по правам человека, не соответствуют типичному определению мужского или женского тела.
По данным Азиатско-тихоокеанского форума национальных учреждений по вопросам прав человека, лишь несколько стран юридически признают интерсекс-людей. Азиатско-тихоокеанский форум национальных учреждений по вопросам прав человека заявляет, что юридическое признание в первую очередь касается «интерсекс-людей, которым выдано свидетельство о рождении с мужским или женским полом, которое могут пользоваться теми же юридическими правами, что и другие мужчины и женщины». В некоторых странах, получение любого свидетельства о рождении для интерсекс-младенца может быть проблематично. В 2014 году в Кении суд установил право интерсекс-ребёнка «Baby A» на свидетельство о рождении.
Как и все люди, интерсекс-дети могут воспитываться в соответствии с социальными нормами мужского или женского пола, но затем идентифицировать себя с другим полом, при этом большинство интерсекс-людей причисляют себя к тому полу, в котором социализировались.
В некоторых странах есть практика признания существования «третьего пола», однако это противоречивая практика, с которой не все согласны, когда третий пол выбирается для человека принудительно. Такие случаи зарегистрированы в Германии. Социологические исследования в Австралии, где существует гендерный маркер «Х», показало, что 19 % людей, родившихся с интерсекс-вариациями, выбрали вариант «Х» или «другой», 52 % — женщины, 23 % мужчин и 6 % не уверены.

## Признание прав интерсекс-людей
По данным Азиатско-тихоокеанского форума национальных учреждений по вопросам прав человека, лишь несколько стран юридически признают интерсекс-людей. Азиатско-тихоокеанский форум национальных учреждений по вопросам прав человека заявляет, что юридическое признание в первую очередь касается «интерсекс-людей, которым выдано свидетельство о рождении с мужским или женским полом, которое могут пользоваться теми же юридическими правами, что и другие мужчины и женщины»

### Гендерная идентичность
Как и все люди, интерсекс-дети могут воспитываться в соответствии с социальными нормами мужского или женского пола, но затем идентифицировать себя с другим полом, при этом большинство интерсекс-людей причисляют себя к тому полу, в котором воспитывались. Собранная в 2012 году статистика показывает, что у 8,5—20 % интерсекс-людей может так или иначе проявляться гендерная дисфория в результате неправильно приписанного пола при рождении.
В некоторых странах есть практика признания существования «третьего пола», однако это противоречивая практика, с которой не все согласны, когда третий пол выбирается для человека принудительно. Такие случаи зарегистрированы в Германии. Социологические исследования в Австралии, где существует гендерный маркер «Х», показало, что 19 % людей, родившихся с интерсекс-вариациями, выбрали вариант "Х или «другой», 52 % — женщины, 23 % мужчин и 6 % не уверены.
В Германии, на Мальте в настоящее время закон позволяет отложить определение пола новорожденного до окончательного выяснения его личности.
Исследования также показали, что гендерная идентичность интерсекс-людей не зависит от их сексуальной ориентации.
Интерсекс-активист Дэн Христиан Гаттас утверждает, что «не интерсекс-люди, которые хотят использовать термин „интерсекс“ для описания своей гендерной идентичности, должны понимать, что, к сожалению, тем самым они фактически делают нарушения прав интерсекс-людей менее заметными».

### Доступ к документам удостоверяющих личность
В настоящее время, в ряде стран, в зависимости от законов страны, доступность документов удостоверяющих личность может быть ограничена для интерсекс-людей, включая свидетельства о рождении.
В 2014 году кенийский суд обязал правительство выдать свидетельство о рождении пятилетнему интерсекс-ребёнку, что необходимо для того, чтобы ребёнок мог посещать школу и получить документ, удостоверяющий личность. Множество интерсекс-людей в Уганде являются апатридами из-за исторических трудностей при получении документов, удостоверяющих личность.
В 2017 году в заявлении, представленном Комитету Организации Объединённых Наций против пыток, были выявлены два случая, когда аргентинским детям отказали в свидетельствах о рождении без согласия их родителей на необратимые медицинские вмешательства.

### Доступность равных прав с женщинами и мужчинами
Доступ к тем же правам, что и у мужчин и женщин, предполагает устранение стигмы и дискриминации по признаку половых характеристик, а также прав на физическую неприкосновенность и свободу от пыток и жестокого обращения.
Азиатско-тихоокеанский форум также выделяет проблемы доступа к спорту и проблемы определения пола в спорте. Тестирование на половую принадлежность началось на Чемпионате Европы по лёгкой атлетике 1966 года из-за подозрений в том, что некоторые из лучших спортсменок из Советского Союза и Восточной Европы были на самом деле мужчинами. На Олимпийских Играх тестирование было введено в 1968 году. Первоначально проверка пола проходила в форме физических осмотров. Затем ввели хромосомное тестирование, а затем тестирование на тестостерон. Отчёты показали, как интерсекс-спортсменки были исключены и подверглись унижению, а также были нарушены их права человека в результате такой верификации пола. К подобным случаям относятся калечащие операции на женских половых органах и стерилизация.

### Смена гендерного маркера в документах
Доступность свидетельства о рождении с правильным гендерным маркером может быть проблематичной для интерсекс-людей, при выборе пола которых при рождении допустили ошибку.
Некоторые страны, такие как Аргентина, Мальта, Дания, Норвегия, Колумбия, Эквадор и Ирландия, допускают смену гендерного маркера в документах с помощью простых административных процедур. Ряд стран, например, Вьетнам, Таиланд и многие европейские страны, допускают смену гендерного маркера только после операций. Другие страны не разрешают интерсекс-людям вообще менять гендерный маркер или, например как Соединённое Королевство, только если человек заявит, что он являются трансгендером и получит диагноз «транссексуализм».

## Признание прав интерсекс-людей по континентам

### Азия
| Страна/Категория | Телесная неприкосновенность | Возмещение ущерба | Защита от дискриминации | Доступность документов удостоверяющих личность | Доступность равных прав с женщинами и мужчинами | Возможность смены гендерного маркера в документах | Отдельный гендерный маркер в документах |
| ---------------- | --------------------------- | ----------------- | ----------------------- | ---------------------------------------------- | ----------------------------------------------- | ------------------------------------------------- | --------------------------------------- |
| Бангладеш        | No                          |                   | No                      |                                                |                                                 | [ 29 ] [ источник не указан 735 дней ]            | [ 29 ] [ источник не указан 735 дней ]  |
| Вьетнам          | No                          |                   | No                      |                                                |                                                 | После операций                                    |                                         |
| Индия            | [ 31 ]                      |                   | No                      |                                                |                                                 | [ 32 ]                                            | [ 32 ]                                  |
| Китай            | [ 33 ] [ 34 ] [ 35 ]        |                   | [ 36 ]                  |                                                |                                                 |                                                   |                                         |
| Непал            | No                          |                   | No                      |                                                |                                                 | [ 37 ] [ 38 ]                                     | [ 37 ]                                  |
| Пакистан         | No                          |                   | No                      |                                                |                                                 |                                                   |                                         |
| Таиланд          | No                          |                   | No                      |                                                |                                                 | После операций                                    |                                         |
| Южная Корея      | No                          |                   | No                      |                                                |                                                 | [ источник не указан 735 дней ]                   |                                         |
| Япония           | No                          |                   | No                      |                                                |                                                 | После операций                                    |                                         |

### Америка
| Страна/Категория | Телесная неприкосновенность           | Возмещение ущерба            | Защита от дискриминации | Доступность документов удостоверяющих личность | Доступность равных прав с женщинами и мужчинами | Возможность смены гендерного маркера в документах | Отдельный гендерный маркер в документах                                    |
| ---------------- | ------------------------------------- | ---------------------------- | ----------------------- | ---------------------------------------------- | ----------------------------------------------- | ------------------------------------------------- | -------------------------------------------------------------------------- |
| Аргентина        | [ 39 ]                                | [ 39 ]                       | No                      |                                                |                                                 | Самоопределение                                   | No                                                                         |
| Канада           | [ 41 ]                                |                              | No                      | Yes                                            |                                                 | Самоопределение                                   | Yes                                                                        |
| Колумбия         | Ограничения на вмешательства до 5 лет |                              | No                      |                                                |                                                 | Самоопределение                                   |                                                                            |
| Мексика          | [ 42 ] [ 43 ] [ 44 ]                  |                              | [ 43 ]                  |                                                |                                                 |                                                   | [ 43 ]                                                                     |
| США              | [ 45 ]                                |                              | Частично                |                                                | Законы о женском обрезании не применяются       |                                                   | Опционально. Доступно в Вашингтоне, Калифорнии, Нью-Йорке, Огайо, Орегоне. |
| Чили             | [ 50 ]                                | Зарегистрирован один случай. | (В разработке)          |                                                |                                                 | [ 55 ]                                            | [ 55 ]                                                                     |

### Африка
| Страна/Категория | Телесная неприкосновенность | Возмещение ущерба | Защита от дискриминации | Доступность документов удостоверяющих личность | Доступность равных прав с женщинами и мужчинами | Возможность смены гендерного маркера в документах       | Отдельный гендерный маркер в документах |
| ---------------- | --------------------------- | ----------------- | ----------------------- | ---------------------------------------------- | ----------------------------------------------- | ------------------------------------------------------- | --------------------------------------- |
| Кения            | [ 56 ]                      |                   | No                      | [ 57 ]                                         |                                                 |                                                         |                                         |
| Уганда           | [ 58 ] [ 59 ]               |                   | No                      |                                                |                                                 | [ 60 ]                                                  |                                         |
| ЮАР              | [ 61 ] [ 62 ]               |                   | [ 63 ]                  |                                                |                                                 | Подлежит медицинскому и социальному освидетельствованию |                                         |

### Европа
| Страна/Категория     | Телесная неприкосновенность | Возмещение ущерба | Защита от дискриминации | Доступность документов удостоверяющих личность | Доступность равных прав с женщинами и мужчинами | Возможность смены гендерного маркера в документах | Отдельный гендерный маркер в документах |
| -------------------- | --------------------------- | ----------------- | ----------------------- | ---------------------------------------------- | ----------------------------------------------- | ------------------------------------------------- | --------------------------------------- |
| Австрия              |                             |                   |                         |                                                |                                                 |                                                   | [ 64 ]                                  |
| Беларусь             |                             |                   |                         |                                                |                                                 | После операций                                    | No                                      |
| Босния и Герцеговина | No                          |                   | [ 65 ]                  |                                                |                                                 |                                                   |                                         |
| Бельгия              |                             |                   |                         |                                                |                                                 | Самоопределение                                   |                                         |
| Великобритания       | [ 68 ] [ 69 ]               |                   | No                      |                                                |                                                 | Необходим диагноз о гендерной дисфории            | No                                      |
| Германия             | [ 70 ] [ 71 ] [ 72 ]        | Два удачных дела  | No                      |                                                |                                                 |                                                   | [ 75 ]                                  |
| Греция               | No                          |                   | [ 76 ]                  |                                                |                                                 |                                                   |                                         |
| Дания                | [ 77 ] [ 78 ]               |                   | No                      |                                                |                                                 | Самоопределение                                   | No                                      |
| Джерси               | No                          |                   | [ 80 ]                  |                                                |                                                 |                                                   |                                         |
| Ирландия             | [ 81 ] [ 82 ]               |                   | No                      |                                                |                                                 | Самоопределение                                   | No                                      |
| Мальта               | Узаконено                   |                   | [ 83 ]                  | Yes                                            | Yes                                             | Самоопределение                                   | [ 84 ]                                  |
| Россия               |                             |                   |                         |                                                |                                                 | После операций                                    | No                                      |
| Украина              |                             |                   |                         |                                                |                                                 | После операций                                    | No                                      |
| Финляндия            | No                          |                   | [ 85 ]                  |                                                |                                                 |                                                   | No                                      |
| Франция              | [ 86 ] [ 87 ]               | На рассмотрении.  | No                      |                                                |                                                 |                                                   | No                                      |
| Швейцария            | [ 88 ] [ 89 ] [ 90 ] [ 91 ] | No                | No                      |                                                |                                                 |                                                   | No                                      |

### Океания
| Страна/Категория | Телесная неприкосновенность | Возмещение ущерба | Защита от дискриминации | Доступность документов удостоверяющих личность | Доступность равных прав с женщинами и мужчинами                               | Возможность смены гендерного маркера в документах | Отдельный гендерный маркер в документах                                                                       |
| ---------------- | --------------------------- | ----------------- | ----------------------- | ---------------------------------------------- | ----------------------------------------------------------------------------- | ------------------------------------------------- | --- |
| Австралия        | [ 92 ] [ 93 ]               |                   | На федеральном уровне   |                                                | Исключения в отношении спорта и калечащих операций на женских половых органах | Законы разнятся в зависимости от региона          | (Паспорта) Опицонально на федеральном уровне, Региональные законы разнятся                                    |
| Новая Зеландия   | [ 92 ] [ 98 ]               |                   | No                      |                                                | Исключения в отношении спорта и калечащих операций на женских половых органах | Yes                                               | (Паспорта) (В свидетельстве о рождении указывают в случаях, когда интерсекс вариацию обнаружили при рождении) |